# 特雷富特
特雷富特（德語：Treffurt，發音：[ˈtʁɛfʊʁt] ⓘ）是德国图林根州瓦特堡县的城市，面积72.46平方千米，2023年12月31日人口为5,744人。2019年1月1日，市镇伊夫塔并入特雷富特。